# Malcolm Bell
Malcolm Bell, III (* 1941; † 7. Januar 2024) war ein amerikanischer Klassischer Archäologe.
Bell studierte an der Princeton University, wo er 1963 seinen A.B. erhielt und 1972 promoviert wurde. Er lehrte bis zu seiner Emeritierung als Professor für Klassische Archäologie an der University of Virginia in Charlottesville. Ab 1980 leitete er die amerikanischen Grabungen in Morgantina auf Sizilien.
Bell war Andrew W. Mellon Professor am „Center for Advanced Study in the Visual Arts“ der National Gallery of Art und leitete Kurse an der School of Classical Studies der American Academy in Rom. Die italienische Regierung beriet er zu Fragen des illegalen Antikenhandels und der Rückführung italienischer Kunstschätze aus amerikanischen Sammlungen.
Für 2016 wurde ihm die Goldmedaille des Archäologischen Instituts von Amerika zugesprochen.
Er starb am 7. Januar 2024 im Alter von 82 Jahren.